# Kawingasaurus fossilis
Kawingasaurus fossilis è un terapside estinto, appartenente ai dicinodonti. Visse nel Permiano superiore (circa 259 - 254 milioni di anni fa) e i suoi resti fossili sono stati ritrovati in Tanzania.

## Descrizione
Questo animale era di piccole dimensioni, e non doveva superare la lunghezza di 50 centimetri. Dotato di un cranio a forma di cuneo, Kawingasaurus era molto simile a un altro dicinodonte ben noto, Cistecephalus. Tuttavia, si differenziava da quest'ultimo a causa di alcune caratteristiche: il cranio era più piccolo e possedeva un muso piatto e appuntito, le orbite erano più ridotte, le arcate zigomatiche più sottili e vi era un'estensione anteriore dell'osso squamoso che incontrava l'osso mascellare. Inoltre, il cranio di Kawingasaurus era sprovvisto di forame pineale. Altre differenze tra Kawingasaurus e gli animali simili si riscontrano nello scheletro postcranico: omero  e scapolarcoracoide erano estremamente massicci, robusti e ritorti. Le zampe anteriori, inoltre, erano molto più ampie rispetto a quelle posteriori e possedevano dita allargate. Queste caratteristiche si riscontrano spesso in animali scavatori.

## Classificazione
I primi fossili di questo animale vennero ritrovati nel 1936 da Nowack nella formazione Usili in Tanzania. I fossili (alcuni crani, vertebre, costole e parte dei cinti) furono attribuiti da Friedrich von Huene al genere sudafricano Cistecephalus. Von Huene riconobbe alcune distinzioni tra gli esemplari sudafricani e tanzaniani, ma le attribuì a variazioni intraspecifiche o al risultato di distorsione nel corso della fossilizzazione. Nel 1972 fu Cox a ristudiare il materiale, conservato nell'università di Tubinga, e a ridescrivere i fossili attribuendoli a un genere a sé stante, Kawingasaurus. 
Kawingasaurus fa parte di un gruppo di dicinodonti di dimensioni ridotte, i Cistecephalidae, dalle probabili abitudini scavatrici, di cui fanno parte anche Cistecephalus e Cistecephaloides.

## Paleobiologia e paleoecologia
Uno studio dell'anatomia cranica interna di Kawingasaurus, grazie alla tomografia a neutroni e a programmi di visualizzazione 3D, ha rivelato insolite strutture dell'orecchio interno di questo animale. Vi sono vestiboli straordinariamente rigonfi, staffe orientate lateroventralmente e dotate di grandi basi, e un piccolo angolo tra le superfici dei canali semicircolari anteriori e laterali. Il vestibolo ha un volume 25 volte più grande di quello del vestibolo umano, nonostante il cranio di Kawingasaurus sia lungo solo 4 centimetri. In sostanza, Kawingasaurus possedeva orecchi interni più grandi di quelli di qualunque mammifero noto, tranne quelli dell'estinto Lambdopsalis. 
Il rigonfiamento del vestibolo e delle basi delle staffe sono correlate con la conduzione di suoni attraverso le ossa; entrambe queste caratteristiche sono state riscontrate in vertebrati dalle abitudini fossorie che usano segnali che si propagano attraverso il terreno per comunicare. La testa triangolare e dalle ossa fuse, con un muso spatolato, era probabilmente usata per scavare e preadattata a percepire suoni attraverso il terreno. Il complesso quadrato-quadratojugale era in grado di trasmettere suoni dall'articolare alle staffe tramite piccole vibrazioni del processo del quadrato, che formava un'articolazione con l'osso squamoso. Sembra che le staffe orientate ventrolateralmente fossero più adatte a trasmettere suoni attraverso il terreno.